# Lupinus pearceanus
Lupinus pearceanus är en ärtväxtart som beskrevs av Charles Piper Smith. Lupinus pearceanus ingår i släktet lupiner, och familjen ärtväxter. Inga underarter finns listade i Catalogue of Life.